# スポーツ映画

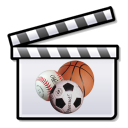

スポーツ映画（Sports_film）とは、特定のスポーツが映画の中で重要な役割を果たすか、または中心的なテーマとして扱われる映画のジャンルである。

## 概要
スポーツ、スポーツイベント、アスリート（とそのスポーツ）、スポーツのファン（とそのスポーツ）が大きく取り上げられ、プロットにおける動機づけや問題解決にかなりの程度スポーツが関わっている作品である。ただし、そのような映画においてスポーツが中心的な関心事となることはほとんどなく、スポーツは主に寓話的な役割を担っている。また、スポーツファンは必ずしもそういう映画のターゲット層ではないが、スポーツファン自体はそのような映画に対して高い支持と評価をする傾向がある。

## サブジャンル

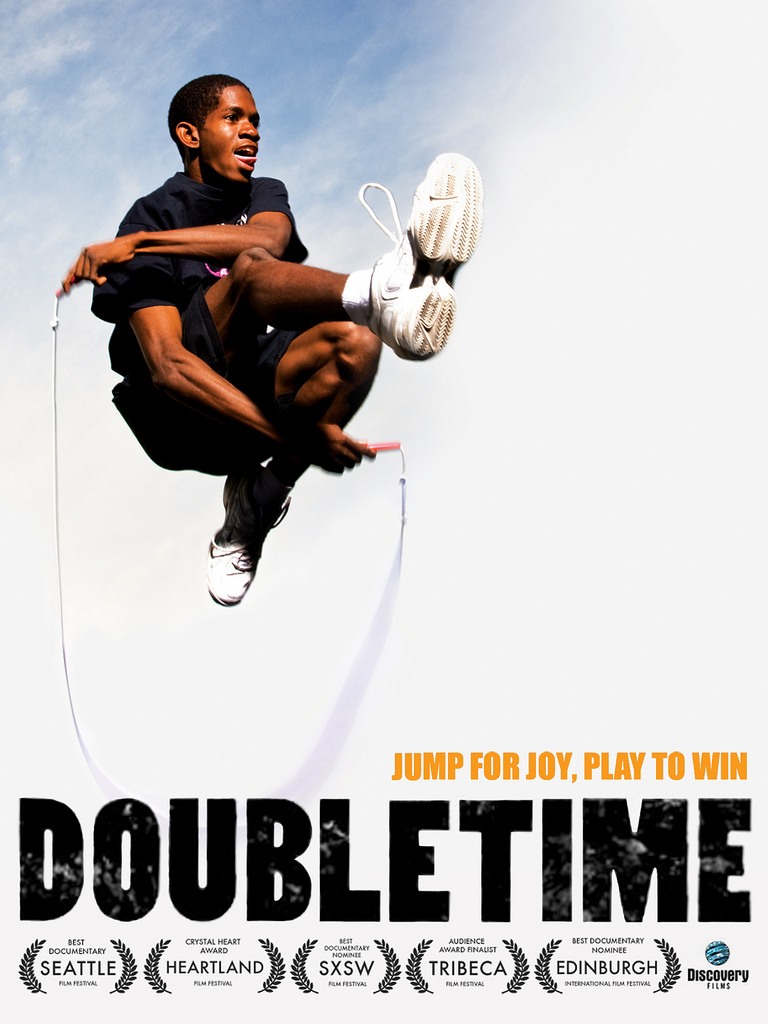
Poster for the film Doubletime about jumping rope.

スポーツ映画にはいくつかのサブカテゴリーがあるが、これらのサブジャンル間の境界は、実写映画と同様、やや流動的となっている。
映画で描かれるスポーツのサブジャンルは、スポーツドラマとスポーツコメディが一般的である。この2つのカテゴリーでは、スポーツをする場所の設定や試合、そのスポーツにおける強敵など、一般的に物語の内容において骨格や肉付けといったストーリーに厚みを出す要素が使われる場合が多い。
スポーツ映画では、より華やかに描かれたスポーツの世界を特徴とする傾向がある一方で、より選手志向であったり、テーマ的に複雑であったりする。多くの場合、冒険的な無謀さを持つ挑戦的な主人公が登場し、試合中の主人公サイドの行動と明確な勝ち負けが特徴となっている。
テーマ的には、「主人公チーム」対「ライバル（または強豪）チーム」という構図が多く、相手チームは常に勝利を目指す勝利至上主義的なチームであるのに対し、主人公チームは自らが評価や失ったものを取り戻すチームに値するということを世の中に示す場合が多い。ただし、必ずしもチームが絡むストーリーである必要はない。

### スポーツコメディ
スポーツコメディは、スポーツ映画というジャンルとコメディ映画の要素を併せ持ったものである。伝統的に、そのような映画はスラップスティック・ユーモアや、誰かがコミカルな方法でいじられるといった非常に身体的なコメディに大きく依存している。典型的なストーリーとしては、自分がやっているスポーツを見失った人が、再びそのスポーツに打ち込もうとする、というものである。このジャンルの例としては、『メジャーリーグ』（1989年）、『ウォーターボーイ』（1998年）、『ロンゲスト・ヤード』（2005年）、『タラデガ・ナイト オーバルの狼』（2006年）、『俺たちフィギュアスケーター』（2007年）などがある。

### スポーツドラマ
スポーツドラマは、スポーツ映画というジャンルとドラマ映画の要素を組み合わせたものである。そのような映画は、通常、アスリートやチームを中心に展開される対立を軸とした物語に依存している。さらに、スポーツドラマはカテゴリーに分けることができ、『42 〜世界を変えた男〜』（2013年）のような人種に焦点を当てた映画もあれば、『アイ,トーニャ 史上最大のスキャンダル』（2018年）のような歴史の中の特定の瞬間に焦点を当てた作品もある。 
このジャンル/タイプの例には、以下のような作品がある。
- 『ボディ・アンド・ソウル（英語版）』 Body and Soul（1947年）
- 『ハスラー』 The Hustler（1961年）
- 『ロッキー』 Rocky（1976年）
- 『勝利への旅立ち』 Hoosiers（1986年）
- 『タイタンズを忘れない』 Remember the Titans（2000年）
- 『マネーボール』 Moneyball（2011年）
- 『フォードvsフェラーリ』 Ford v Ferrari（2019年）
- GOAL!シリーズ（英語版）三部作 Goal!

## 受賞作品
スポーツ映画は、これまでにも数々の賞を受賞するような現象が起きている。NFLを舞台にした映画『しあわせの隠れ場所』（2009年）やボクシング映画の金字塔『ロッキー』（1976年）、クリント・イーストウッドが監督を務めた『ミリオンダラー・ベイビー』（2004年）など、中にはアカデミー賞における最高の栄誉である作品賞にノミネートされ、受賞した映画作品もある。その他、『ザ・エージェント』（助演男優賞、1996年）、『さよならゲーム』（各種批評家協会賞脚本賞、1988年）、そして『ベスト・キッド』（アカデミー賞等助演男優賞ノミネート、1984年）などが高いレベルの賞を獲得している。このようにスポーツ映画には栄誉ある賞を受賞する作品もあるが、そのような賞の有無に関係なく、このジャンルは多くの人に愛されている。